# Курганы (Могилёвская область)
Курга́ны (бел. Курганы, также известна как Селиба бел. Сяліба) — деревня в Любоничском сельском совете Кировского района Могилёвской области Белоруссии в 16 км от районного центра Кировска. Местное название «Курганье». Название-термин: искусственный холм, могила. Курганы находятся на правом берегу реки Ола (от лит. «впадина, воронка»).

## История
Известна с середины XIX века. В 1857 году деревня находилась во владении у помещика С. Паца. В 1897 году относилась к Любоницкой волости. Бобруйского уезда Могилевской губернии. В 1931 году создан колхоз «Красные курганы». Известными уроженцами деревни являются герой Вера Иосифовна Борковская и Александр Григорьевич Батюня.

## Население
На 1 января 2017 года в деревне насчитывалось 27 хозяйств, в которых проживало 38 жителей.